# American Champion
A American Champion Aircraft Corporation, é um fabricante de aeronaves de aviação geral com sede no aeroporto Fox River em Rochester, Wisconsin. Fundada em 1988 continuando o desenvolvimento dos projetos do "Champ", do "Citabria", do "Scout" e do "Decathlon", desde então produz peças de reposição para as aeronaves originais. Também passou a produzir novas aeronaves desde 1990.

## Projeto e desenvolvimento
Os designs do "Champ", "Citabria", "Decathlon" e "Scout" foram comprados da Bellanca, que adquiriu a Champion Aircraft Corporation em 1970. Enquanto a Bellanca foi responsável pelo design do "Scout", os designs e certificados de tipo para o "Champ", "Citabria" e "Decathlon" originaram-se da Champion Aircraft Corporation.

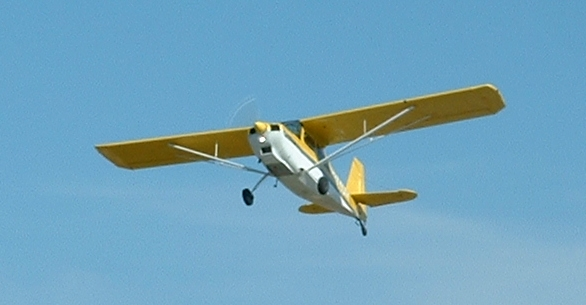
Um American Champion Citabria.

## Produtos
| Nome do modelo                            | Primeiro voo | Quantidade produzida | Tipo                                   |
| ----------------------------------------- | ------------ | -------------------- | -------------------------------------- |
| American Champion 7EC Champ               | 1944         |                      | Avião de dois lugares de aviação geral |
| American Champion 7ECA/7GC Citabria       | 1964         |                      | Avião de dois lugares de aviação geral |
| American Champion 8GCBC Scout             | 1974         | 500                  | Avião de dois lugares de aviação geral |
| American Champion 8KCAB Decathlon         | 1970         | 1,000                | Avião de dois lugares de aviação geral |
| American Champion 8KCAB Super Decathlon   | 1990         | 1,050                | Avião de dois lugares de aviação geral |
| American Champion 8KCAB Extreme Decathlon | 2012         | 30                   | Avião de dois lugares de aviação geral |